# Apollo (cable)

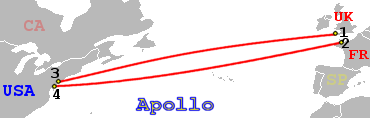
Ruta del cable de comunicaciones submarino transatlántico Apollo

Apollo es un sistema de cables de comunicaciones óptico  submarino que cruza el océano Atlántico, propiedad de Apollo Submarine Cable System Ltd (una empresa conjunta entre Cable & Wireless Worldwide y Alcatel).   Consta de 2 segmentos, Norte y Sur, creando dos caminos transatlánticos completamente independientes.
A principios de 2006, Level 3 Communications anunció la compra de 300 Gbit/s de capacidad entre Apollo Norte y Apolo Sur con una opción para adquirir hasta 300 Gbit/s de capacidad futura. Esta adquisición le dio a Level 3 un camino transatlántico que no pasa a través ni de Londres ni de Nueva York, lo cual es deseable para las telcos debido a preocupaciones de diversidad de red. Esta compra de capacidad submarina es la transacción más grande en la historia que no requiere nuevo despliegue de cable.